# Donato Antonio Tommasi
Donato Antonio Tommasi (Taranto, 17 febbraio 1867 – Roma, 30 giugno 1949) è stato un generale e avvocato italiano, che dopo la fine della prima guerra mondiale fece parte della Commissione d'inchiesta sui fatti di Caporetto, ed incaricato di stilare un dettagliato rapporto sulle esecuzioni sommarie avvenute durante la prima guerra mondiale in seno al Regio Esercito, noto come "rapporto Tommasi". Fu deputato alla Camera, per il collegio di Lecce, nella XXVI Legislatura (11 giugno 1921 - 24 gennaio 1924).

## Biografia
Nacque a Taranto il 17 febbraio 1867, figlio del senatore Leonardo e della signora Vita Corlianò. Dopo aver conseguito la laurea in giurisprudenza divenne avvocato, ed entrò poi nel Ministero di grazia e giustizia, divenendo dapprima sostituto procuratore e poi procuratore generale del Re presso il tribunale civile e penale di Roma. In piena prima guerra mondiale, l'11 giugno 1916, fu integrato nel Regio Esercito con il grado di tenente generale della giustizia militare. e poi fu Presidente Aggiunto del Supremo Tribunale di Guerra e Marina dal 13 dicembre 1917 al 1 dicembre 1923 quando fu collocato a riposo. Il 10 gennaio 1918 fu nominato avvocato generale dell'esercito.

### La commissione d'inchiesta sui fatti di Caporetto e il rapporto sulle esecuzioni sommarie
Dopo la sostituzione del generale Luigi Cadorna da Capo di stato maggiore del Regio Esercito con il generale Armando Diaz, il Presidente del Consiglio dei Ministri Vittorio Emanuele Orlando volle la costituzione di una commissione d'inchiesta sui fatti,  che portarono alla disfatta di Caporetto. Con Regio Decreto 12 gennaio 1918 n.35 fu formalmente istituita detta commissione al fine di indagare e riferire sulle cause, e sulle eventuali responsabilità, dei fatti che portarono alla ritirata del Regio Esercito dal fronte dell'Isonzo alla linea del Piave, esaminando nel contempo i metodi in cui fu condotta. A presiedere la commissione d'inchiesta fu chiamato il generale d'esercito Carlo Caneva, e gli altri membri furono il tenente generale Ottavio Ragni, che però si spense il 21 maggio 1919 e non fu sostituito, dal viceammiraglio Felice Napoleone Canevaro, dall'avvocato generale militare Donato Antonio Tommasi, dal senatore Paolo Emilio Bensa, e da due deputati: Alessandro Stoppati, e Orazio Raimondo. Con successivo Regio Decreto Luogotenenziale del 17 maggio 1918 n. 675 vennero accettate le dimissioni, per morivi di salute, del vice ammiraglio Canevaro, rimpiazzato dal viceammiraglio Alberto De Orestis di Castelnuovo. La commissione chiuse i lavori nel maggio 1919.
Il 28 luglio 1919 il Ministro della guerra generale Alberico Albricci, in accordo con il Presidente del Consiglio Francesco Saverio Nitti e con il Capo di stato maggiore Armando Diaz, gli chiese di effettuare una approfondita indagine sulle esecuzioni sommarie avvenute durante la prima guerra mondiale in seno all'esercito e di verificarne la legittimità. Inoltrata la relativa richiesta al Comando supremo il cui direttore dell'Ufficio giustizia, capitano Ernesto Battaglini, rispose immediatamente, comunicando che i dati in suo possesso comprendevano 107 esecuzioni sommarie, oltre a ulteriori 34 emanate dal generale Andrea Graziani, durante le fasi della ritirata di Caporetto. Battaglini comunicò anche che i dati erano relativi ad un periodo di tempo che andava dal maggio 1915 al novembre 1917, quando non si avevano più notizie sull'utilizzo di tale pratica. Nonostante la scarsa collaborazione ricevuta da parte degli alti comandi, egli terminò la sua relazione, che comprendeva 196 pagine con 46 Allegati, all'inizio del settembre 1919. In detta relazione, che accertava un totale di 152 esecuzioni conosciute, criticava aspramente l'operato del Cadorna, specialmente per quanto riguardava la Circolare telegrafica riservata n.2910 del 1 novembre 1916, in cui praticamente si legittimava l'uso della decimazione.
La relazione "Tommasi" non fu mai portata dal governo in Parlamento, e quindi non fu discussa durante le udienze riservate sulla relazione della Commissione di inchiesta su Caporetto, che fu esaminata dalla Camera dei Deputati nelle sedute del 6, 9, 10, 11, 12 e 13 settembre 1919. Tale relazione rimase dimenticata fino a quando non fu ritrovata presso l'Archivio dello Stato Maggiore dell'Esercito nel 1966.
Dopo la fine della guerra entrò in politica, venendo eletto deputato alla Camera, per il collegio di Lecce, nella XXVI Legislatura (11 giugno 1921-24 gennaio 1924). Si spense a Roma il 30 giugno 1949.

### Annotazioni
1. ↑  Unico altro ufficiale di grado elevato non coinvolto direttamente nella guerra era il tenente generale Luigi Zuccari, ma veniva consideraro nemico di Cadorna per via della sua destituzione dal comando della 3ª Armata solo pochi giorni prima dell'inizio delle ostilità.

### Fonti
1. ↑  Enciclopedia militare (1928), Vol. VI, p. 1230.
2. ↑  Pluviano, Guerrini 2004, p. 5.
3. 1 2  Gazzetta Ufficiale del Regno d'Italia n.81 del 6 aprile 1904, pag.
4. ↑  Decreto Luogotenenziale dell'11 giugno 1916, in Gazzetta Ufficiale del Regno d'Italia n.165 del 14 luglio 1916, pag.3002.
5. ↑  Missori 1989, p. 344.
6. 1 2 3  Giannini 2016, p. 32.
7. 1 2 3 4  Pluviano, Guerrini 2004, pp. 41-49.
8. 1 2 3 4 5 6 7 8  Giannini 2016, p. 33.
9. 1 2 3  Giannini 2016, p. 34.
10. ↑  Gazzetta Ufficiale del Regno d'Italia n.296 del 21 dicembre 1928, pag.6175.
11. ↑  Military Times.

### Periodici
- Giorgio Giannini, La relazione Tommasi sulle esecuzioni sommarie durante la prima guerra mondiale, in Noi dei Lager, n. 3/4, Roma, Associazione Nazionale Ex-internati, luglio-dicembre 2016.